# 2003年牛津剑桥赛艇对抗赛
第149届牛津剑桥赛艇对抗赛于2003年4月6日举行，裁判是牛津老将鲍里斯·兰科夫。双方你追我赶，领先位置两度易主，最后牛津队以仅30厘米优势夺冠，是赛事历史上最小的胜出优势。比赛竞争激烈并获“史诗”美名，多次获奥运会金牌的史蒂夫·雷德格雷夫宣称这是“世世代代所见最精彩的比赛”。
牛津剑桥赛艇对抗赛是牛津大学和剑桥大学一年一度的并排赛艇比赛，在西南伦敦的6.8公里泰晤士河河道举行。本届赛事在周日举办且有两对兄弟分拆对抗，均为史上首次。剑桥队赛艇比赛两天前与快艇相撞导致换下一人，剑桥大学戈尔迪赛艇俱乐部在预备赛战胜牛津大学伊西斯赛艇俱乐部，女子赛事和男子主赛一样是牛津队胜出。

## 背景

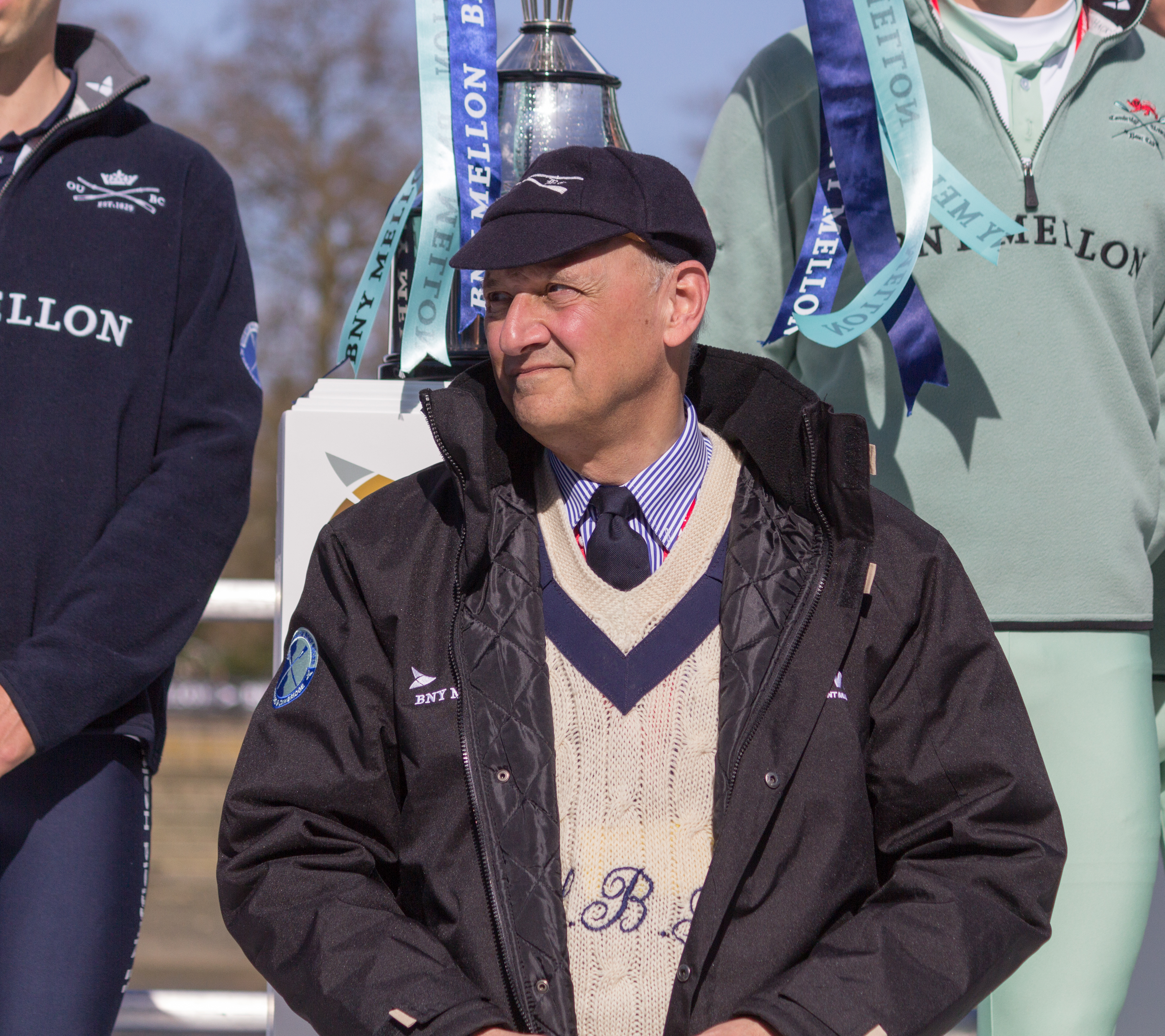
比赛裁判鲍里斯·兰科夫（摄于2005年）

牛津剑桥赛艇对抗赛是牛津大学（又称“深蓝”）和剑桥大学（又称“浅蓝”）1829年开始举办的并排赛艇比赛，在泰晤士河位于西南伦敦帕特尼至摩特雷克的6.8公里冠军水道举行。比赛是两所大学的重大荣誉项目，引来英国和世界各地媒体争相报道。卫冕冠军牛津队上一年以0.75倍艇长优势夺冠，但剑桥队历史上共有77次胜出，牛津队70次，另外1877年双方战平。本届赛事是安本资产管理连续第四年赞助，也是史上首次在周日举办，避免和2003年英国国家障碍赛马大赛的电视直播撞车。1984年比赛原定周日举行，但因剑桥队赛艇与驳船相撞推迟。
首届牛津剑桥女子赛艇对抗赛1927年举行，20世纪60年代成为年度赛事，2014年才纳入亨利赛艇对抗赛。女子赛事也在泰晤士河举办，与男子比赛和预备赛在同一天。牛津大学伊西斯赛艇俱乐部和剑桥大学戈尔迪赛艇俱乐部从1965年开始举办预备赛，通常是男子赛艇对抗赛前在潮汐水道举行。
本届比赛裁判鲍里斯·兰科夫（Boris Rankov）是前牛津队划手，曾于1978至1983年代表深蓝队连续参加六届比赛，创下个人连续参赛次数纪录。教练罗宾·威廉姆斯（Robin Williams）第九次带领剑桥队参赛，牛津队教练是肖恩·鲍登（Sean Bowden），另有舵手顾问丹尼尔·托波斯基（Daniel Topolski）协助。

## 选手
比赛两天前，剑桥队首选船首韦恩·波门（Wayne Pommen）在练习时赛艇与港监的快艇全速相撞导致手腕骨折。马蒂亚斯·克莱因兹（Matthias Kleinz）撞到头但无需就医。剑桥队七号队员詹姆斯·利文斯顿（James Livingston）表示：“我有一会儿以为自己没命了，当时大家就要全力以赴，突然我听到吉姆（指詹姆斯·奥马提安）大叫。我从没听过谁那么害怕的声音”。波门表示赛前发生这么大的事故实在令人失望，但“蹲在角落生闷气什么用都没有”。事故导致三只船浆损毁，两套索具撞弯，赛艇送到韦布里奇修理。本·史密斯（Ben Smith）取代波门上场，他的亲兄弟马修（Matthew）是牛津队尾桨手。自1979年以来，这还是各方首次这么晚变更参赛阵营。詹姆斯·利文斯顿的亲兄弟戴维（David）是牛津队选手，加上史密斯兄弟便有两对兄弟分拆对抗，这在牛津剑桥赛艇对抗赛历史上也是首次。
4月1日，选手在倫敦眼正式称重。剑桥队平均每人要轻七公斤，是1990年后最大的体重差距，也是1975年后深蓝队体重最轻的一次。媒体认为牛津队此赛获胜无望。剑桥队平均23岁，牛津队21岁。牛津队包括英国人七名，澳大利亚和加拿大人各一名；剑桥队英国人四名，美国和德国人各两名，澳大利亚人一名。30岁的剑桥队尾桨手蒂姆·伍格（Tim Wooge）已是第三次参加牛津剑桥赛艇对抗赛，是两队最重的选手，还是剑桥大学赛艇俱乐部史上首位德裔主席。牛津队尾桨手马修·史密斯第四次参加比赛。罗宾·伯恩-泰勒（Robin Bourne-Taylor）、巴西尔·迪克森（Basil Dixon）与马修·史密斯都是牛津队2002年赛事划手，剑桥队只有詹姆斯·利文斯顿曾参加上一年比赛。
| 位置                                                         | 牛津队            | 牛津队   | 牛津队 | 牛津队 | 牛津队 | 牛津队       | 剑桥队                     | 剑桥队   | 剑桥队 | 剑桥队 | 剑桥队  | 剑桥队           |
| 位置                                                         | 姓名              | 国籍     | 年龄   | 身高   | 体重   | 学府         | 姓名                       | 国籍     | 年龄   | 身高   | 体重    | 学府             |
| ------------------------------------------------------------ | ----------------- | -------- | ------ | ------ | ------ | ------------ | -------------------------- | -------- | ------ | ------ | ------- | ---------------- |
| 船首                                                         | 约翰·亚当斯       | 英国     | 20     | 1.93米 | 83公里 | 大学学院     | 本·史密斯‡                 | 英国     | 19     | 1.91米 | 85公斤  | 三一学堂         |
| 2                                                            | 巴西尔·迪克森     | 英国     | 21     | 1.88米 | 93公斤 | 彭布罗克学院 | 克里斯托弗·考文垂          | 澳大利亚 | 25     | 1.96米 | 89公斤  | 王后学院         |
| 3                                                            | 塞缪尔·麦克伦南   | 澳大利亚 | 23     | 1.88米 | 90公斤 | 基督圣体学院 | 雨果·马林森                | 美国     | 23     | 1.96米 | 96公斤  | 圣凯瑟琳学院     |
| 4                                                            | 戴维·利文斯顿     | 英国     | 19     | 2.01米 | 92公斤 | 基督堂学院   | 马蒂亚斯·克莱因兹          | 德国     | 27     | 1.88米 | 83公斤  | 岡維爾與凱斯學院 |
| 5                                                            | 罗宾·伯恩-泰勒    | 英国     | 21     | 1.91米 | 87公斤 | 基督堂学院   | 亚历山大·麦加雷尔-格洛夫斯 | 英国     | 22     | 1.98米 | 97公斤  | 彼得学院         |
| 6                                                            | 斯科特·弗兰德森   | 加拿大   | 22     | 1.85米 | 82公斤 | 艾德蒙學堂   | 汤姆·詹姆斯                | 英国     | 19     | 1.91米 | 86公斤  | 三一学堂         |
| 7                                                            | 亨利·莫里斯       | 英国     | 20     | 1.85米 | 82公斤 | 莫德林学院   | 詹姆斯·利文斯顿            | 英国     | 22     | 1.96米 | 95公斤  | 圣凯瑟琳学院     |
| 尾桨手                                                       | 马修·史密斯（主） | 英国     | 20     | 1.85米 | 81公斤 | 聖安妮學院   | 蒂姆·伍格（主）            | 德国     | 30     | 2.01米 | 100公斤 | 彼得学院         |
| 舵手                                                         | 阿瑟·内瑟科特     | 英国     | 25     | 1.73米 | 55公斤 | 大学学院     | 詹姆斯·奥马提安            | 美国     | 23     | 1.68米 | 55公斤  | 圣凯瑟琳学院     |
| ‡：本·史密斯在比赛两天前取代韦恩·波门 （主）：赛艇俱乐部主席 |                   |          |        |        |        |              |                            |          |        |        |         |                  |

## 比赛详情

### 主赛

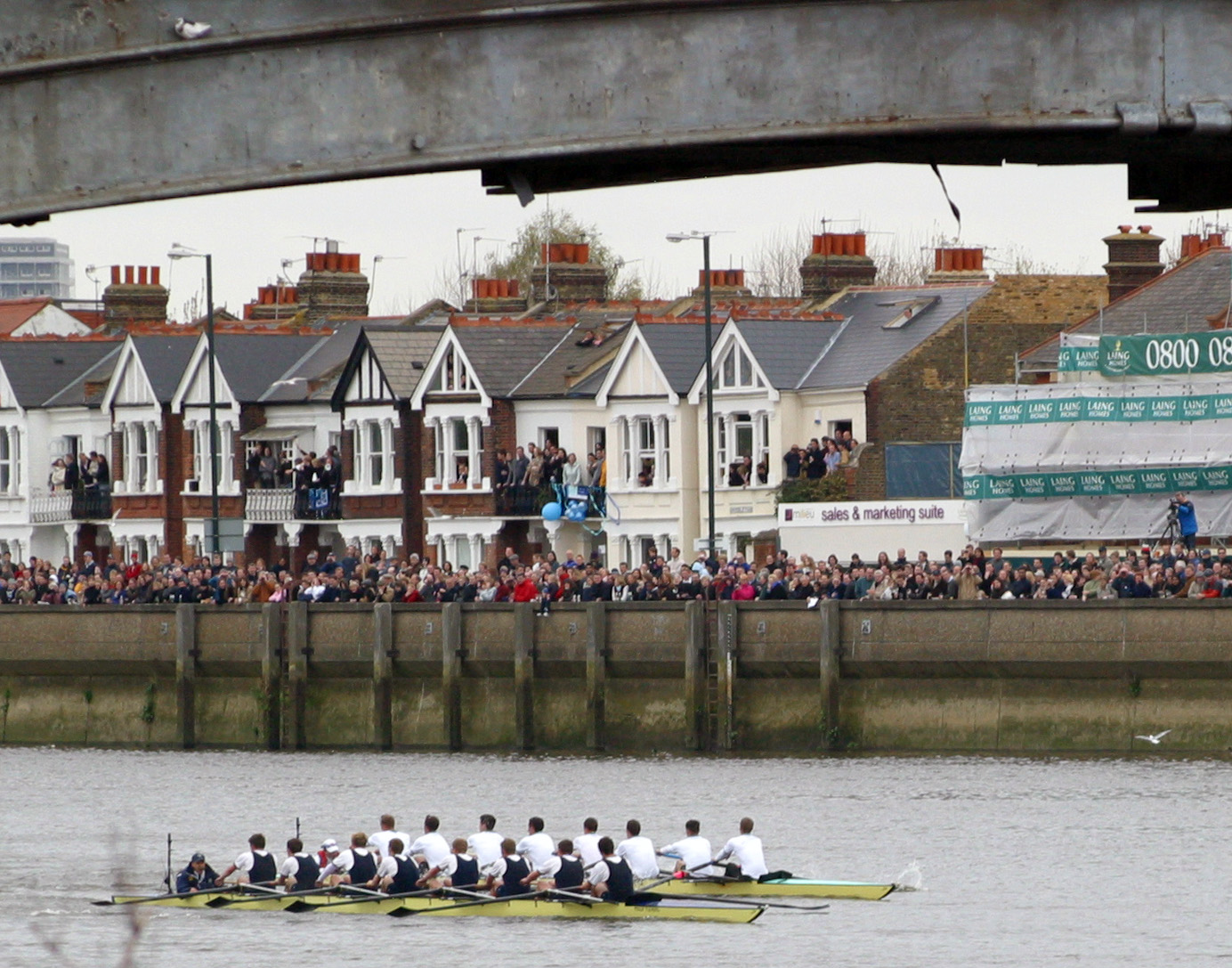
靠近巴恩斯铁路桥时牛津队（选手身穿深赛服装）略为领先

剑桥队擲硬幣胜出，赛艇俱乐部主席伍格大声宣布：“剑桥选择萨里侧”。剑桥队选中泰晤士河南岸（“萨里侧”）为起点，牛津队在北侧（“米德尔塞克斯侧”）。比赛开始时是阴天，清风徐来水波不兴。牛津队划桨速度略超对手，早期领先剑桥队，裁判警告双方舵手避免划桨碰撞。深蓝队领先半秒抵达迈尔点（Mile Post）。比赛开始五分钟时，领先三分之一艇长的牛津队再受裁判警告避免碰桨后开始偏离线路，剑桥队在双方多次碰桨后领先，早一秒经过漢默史密斯橋。接下来通向奇斯威克台阶（Chiswick Steps）的长长弯道剑桥一直领先，牛津在后咬紧不放，直到逼近巴恩斯铁路桥、水道弯向有利一面后再度领先。牛津通过巴恩斯铁路桥时领先四分之三个艇长，剑桥追上三分之一个艇长，此后每一次划桨都追上一点点直到冲刺，但深蓝对还是以约30厘米优势率先通过终点，是牛津剑桥赛艇对抗赛历史上最小的获胜优势。
牛津队的成绩是18分6秒。兰科夫没有马上宣布结果，而是“张开双臂耸耸肩”。终点裁判本·肯特（Ben Kent）向兰科夫确认赛果，胜方优势约0.05秒，兰科夫在奇西克桥下向参赛选手宣布结果：“牛津队领先一英尺”。詹姆斯·利文斯顿的著作自承当时眼睛用力睁大、太阳穴鼓起，队友都非常难受。
胜方平均每人比对手重七公斤，此前历届比赛还从未出现平均体重超对手6.4公斤后仍能获胜。这是牛津过去四年第三次胜利，把双方历史总比分追到71比77。按照传统，牛津队在终点把舵手阿瑟·内瑟科特（Acer Nethercott）抛到水里庆祝。

### 预备赛和女子赛
剑桥大学戈尔迪俱乐部在预备赛以九倍艇长的显著优势战胜牛津大学伊西斯俱乐部，用时18分4秒，比对手快两秒，是过去七年第六次胜利，也是连续第四次胜利。牛津队以6分35秒赢得第58届女子赛事，领先对手3.5倍艇长，是该队连续第二年获胜，历史总比分追到20比38。

## 反响
牛津大学赛艇俱乐部主席兼尾桨手马修·史密斯表示：“太让人高兴了，感觉还要一会儿才能完全适应”。他感谢队友竭力抗争和对手的尊重，最终扭转史上最大的体重劣势。内瑟科特自称“满以为输定了。有那么会儿我简直到了这辈子最低迷的时刻，突然之间就变成欣喜若狂”。剑桥队划手詹姆斯·利文斯顿对以这么小的差距败北深表惋惜，希望当时能让时间停止，避免输掉这史诗般的比赛。剑桥队教练威廉姆斯自称此役失利实在“扎心”。伍格表示失望，但比赛非常精彩，值得向牛津队脱帽致敬。兰科夫事后表示这是他担任裁判期间最艰难的决定。
五获奥运会金牌的史蒂夫·雷德格雷夫向胜方俱乐部主席马修·史密斯颁奖，宣称这一定是世世代代所见最精彩的比赛，值得大家牢记在心。估计全球有四亿人通过电视收看赛事转播，其中英国就有五百余万人在英國廣播公司第一台了解实况。詹姆斯与戴维·利文斯顿兄弟合著《血浓于水》（Blood Over Water）重现比赛过程。
马丁·克罗斯（Martin Cross）在《衛報》发文，称比赛结果激动人心且重燃公众兴趣；《獨立報》刊登作家兼新闻工作者克里斯托弗·多德（Christopher Dodd）的文章，称赞比赛“非常精彩，是意志长久抗争的杰出体现”，他在《赛艇新闻》（Rowing News）也表达类似看法。《每日电讯报》的雷切尔·夸瑞尔（Rachel Quarrell）宣告牛津此胜堪称“史诗”，“不会再有更精彩的牛津剑桥赛艇对抗赛”。西蒙·巴恩斯（Simon Barnes）在《泰晤士报》发表的文章写道：“接近终点，牛津队船桨激起的水泡刚领先那么一丁点儿，才过一秒又变成落后。如果剑桥队划出最后一桨时正好抵达终点，而不是像现实那样一桨划完、另一桨还没开始时抵达，结果就可能截然不同。”